# マッサッツァ
マッサッツァ（伊: Massazza）は、イタリア共和国ピエモンテ州ビエッラ県にある、人口約600人の基礎自治体（コムーネ）。

## 地理

### 位置・広がり
| 隣接するコムーネは以下の通り。 - ベンナ - コッサート - モッタルチャータ - サルッソーラ - ヴェッローネ - ヴィッラノーヴァ・ビエッレーゼ |